# Parcul din satul Milești
Parcul din satul Milești, raionul Nisporeni, este amplasat la marginea de sud-est a satului sus-numit. Are o suprafață de 3 ha și este situat la 25 km sud de orașul Nisporeni și la aproximativ 80 km de Chișinău. Este o arie protejată din Republica Moldova, reprezentând un monument de arhitectură peisagistică. În 1998, se afla în administrarea Întreprinderii agricole „Milești”.

## Istoric

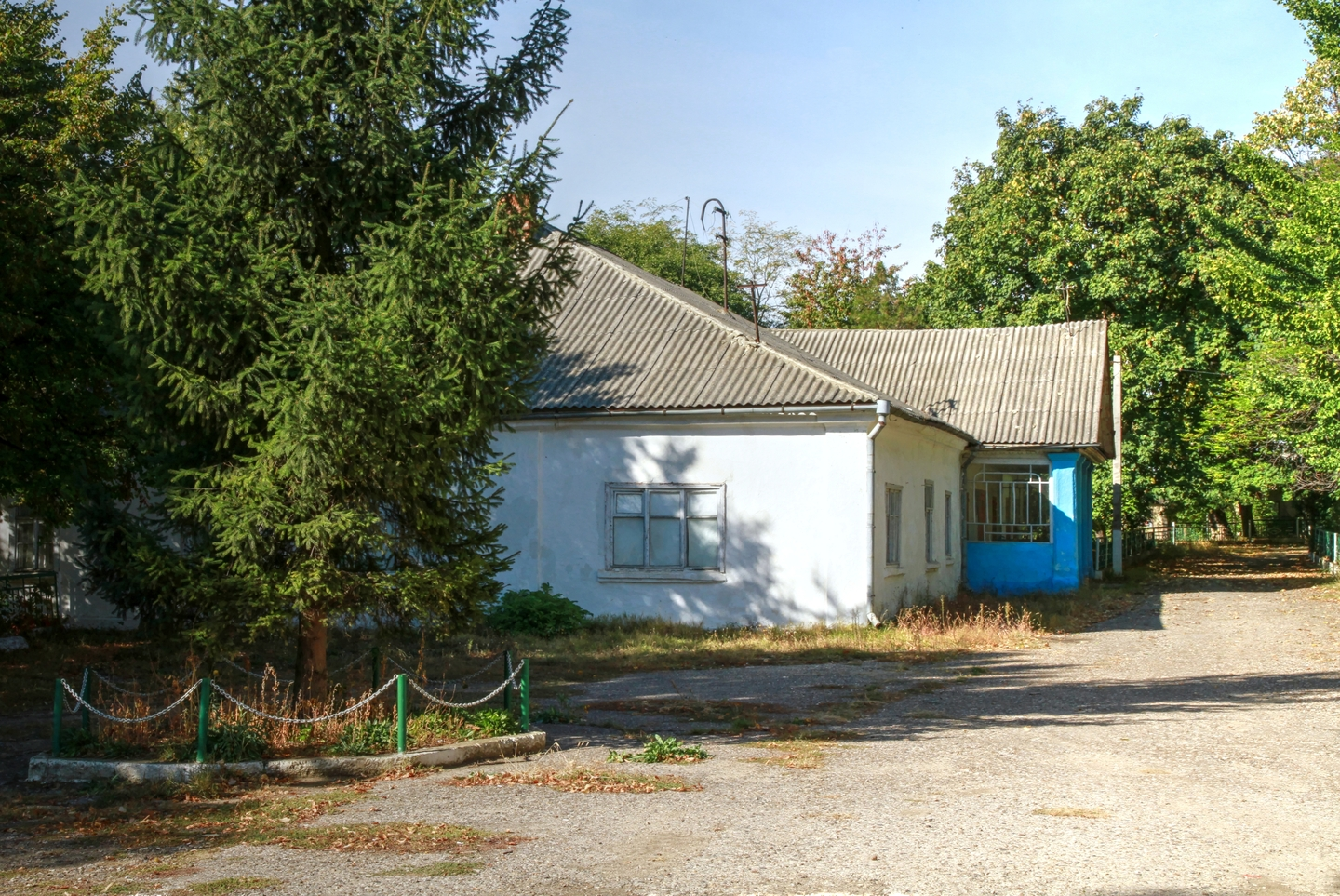
Conacul

Boierul T. Cazimir, tatăl lui Constantin Cazimir, și-a construit, în a doua jumătate a secolului al XIX-lea, un conac și alte edificii la marginea de sud-est a satului Milești. Mai jos de conac, pe o suprafață de 3 ha, a fondat un parc dendrologic în stil landșaft combinat cu cel regulat, cu drumuri și alei, o vie, un sector de creștere a legumelor și o livadă pomicolă. S-au păstrat conacul și o clădire cu trei nivele vizavi de acesta, cât și urme de livadă.

## Descriere
Parcul este amplasat în partea de sus a unei pante line cu expoziția sud-vestică. Are o planificare mixtă. Partea de sus, din spatele conacului, este regulată, aleile fiind formate din rânduri drepte de arbori. Partea situată mai jos de pantă este de stil landșaft, formând peisaje cu spații semiînchise.

### Sistemul de alei

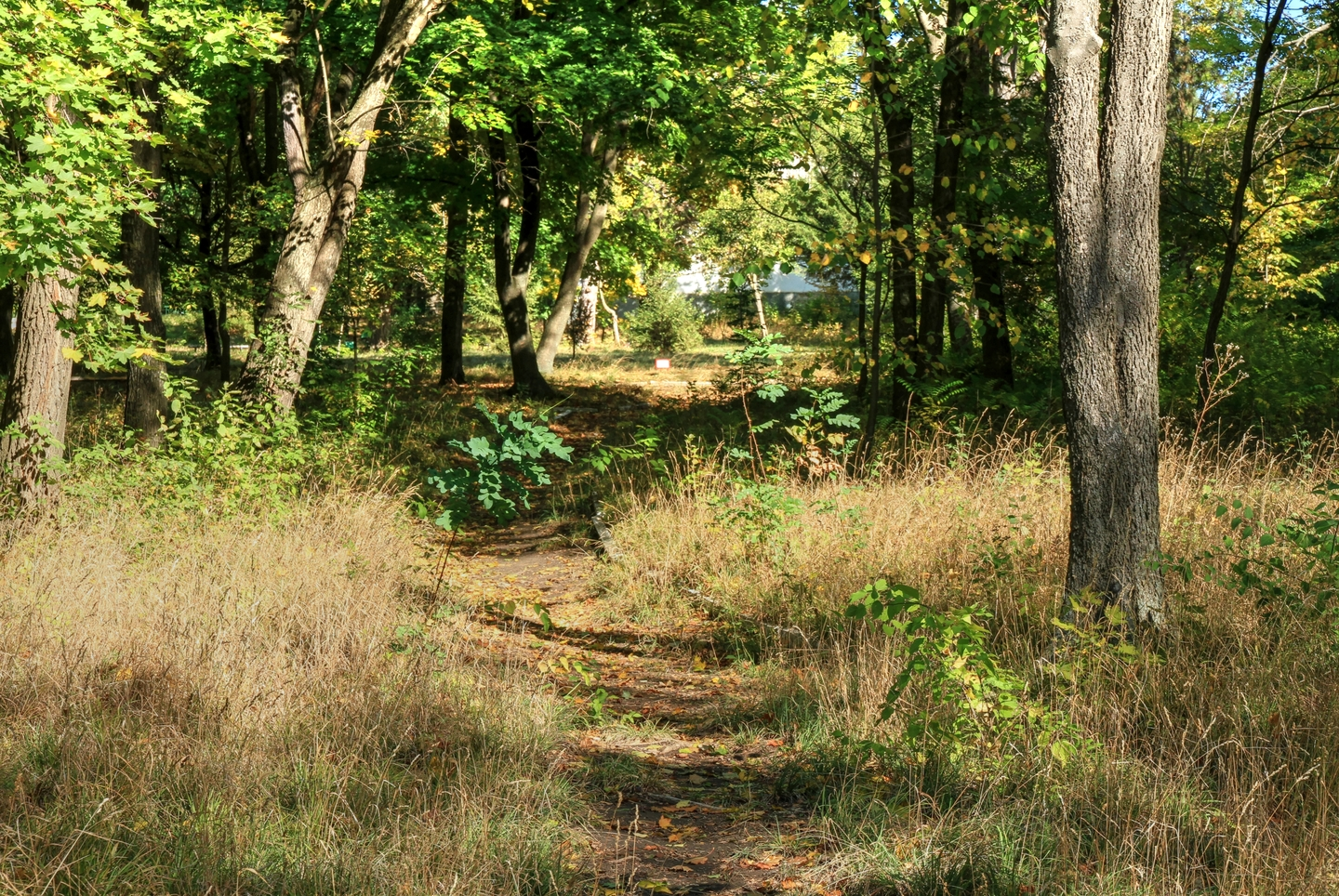
O alee îngustă

Intrarea în parc se face prin curtea conacului și este bine amenajată. De la intrare niște scări conduc spre aleea principală. Partea de sus a parcului ocupă aproape jumătate din suprafață și are forma unui pătrat. Structura spațială a parcului este subliniată de aleea principală și un gazon oval, amplasat în mijloc.
Gazonul oval este principalul element compozițional al parcului. De aici pornesc, radial, mai multe alei, care împart teritoriul în sectoare regulate, în care sunt sădite grupuri de plante și exemplare solitare. Amplasarea sectoarelor nu este simetrică, dar această asimetrie accentuează ansamblul compozițiilor în echilibru continuu variabil. Aleea centrală, care coincide cu axa compozițională principală, este evidențiată de doi arbori exotici de Ginkgo biloba, amplsasați pe partea dreaptă a aleii.
Sectorul drept al aleii se îmbină cu gazonul oval prin două exemplare de pin negru. Elementul compozițional principal al gazonului oval este un grup de molizi pe fundalul unui stejar cu frunze larg cuneiforme (Quercus coccinea). În partea de nord a gazonului crește un exemplar de Taxus baccata (cu frunze și fructe toxice), iar în partea de jos a sectorului de atingere a părții ovale cu cea dreaptă a aleii pentrale crește un pin negru. Aleea centrală duce spre stânga axei compoziționale, trecând în aleea curbilinie periferică, care înconjoară grupul decorativ de molizi (Picea) și specii de plante foioase, sădite pe axa compozițională centrală. Aici se încheie perspectiva aleii centrale.
De-a lungul aleilor ce coboară, arborii sunt sădiți în rânduri drepte. Mai jos, pe pantă, este amplasată partea peisagistică a parcului.

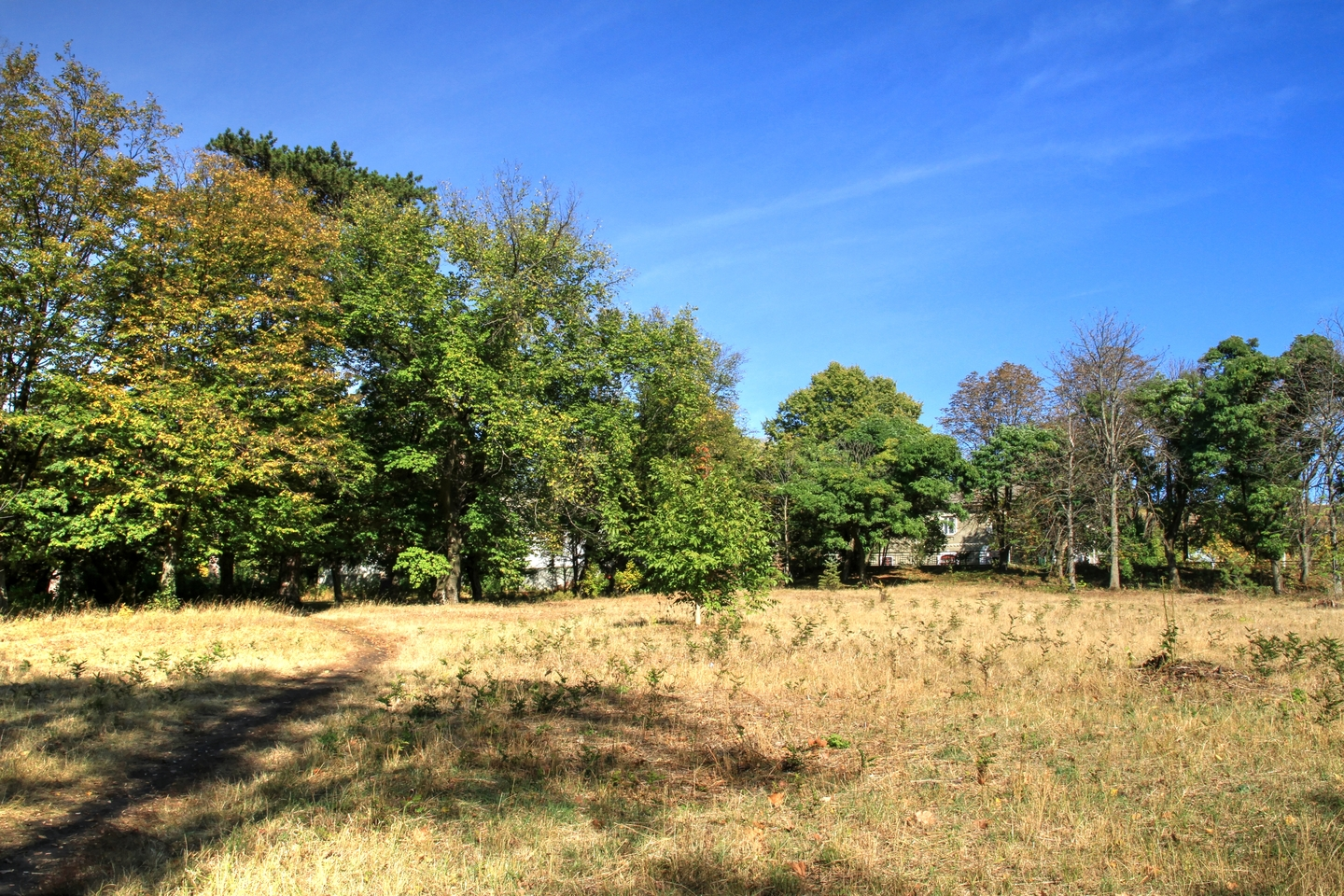
Poiana din partea de sud a conacului

În partea de sud, livada se termină cu un rând de plopi, cu funcție — probabil — de protecție, care marchează marginea de sud a parcului. Aleea centrală se prelungește pe șesul din vale, mărginită de diferite specii de foioase. Nu se cunoaște exact de ce aleea este amenajată ieșind spre șes, dar se presupune că acolo era o grădină de legume.
Modul de plantare a arborilor deschide perspective atât îndepărtate cât și apropiate. Pe măsura deplasării pe aleea ovală, se deschid mai multe perspective către colțurile îndepărtate ale sectoarelor.

### Dendroflora
Majoritatea speciilor de plante din parc sunt exotice, unele din ele sunt foarte rar întâlnite în zonă. Exemplarele de Ginkgo biloba (supranumite „Adam” și „Eva”) din Milești se presupune că sunt primele de această specie aduse în Moldova și se presupune că ele sunt strămoșii altor exemplare din celelalte parcuri moldovenești.
| Imagine indisponibilă |  | Imagine indisponibilă |
| Exemplare de conifere |  |                       |

Conform unui studiu din anii 1980, cele circa 32 specii și 4 forme plante ale parcului cuprind:
- conifere:
  - brad argintiu (Abies alba)
  - pin negru (Pinus nigra)
  - tisa (Taxus baccata)
  - molid Engelman (Picea engelmannii)
  - molid obișnuit (Picea abies)
  - molid de Caucaz (Picea orientalis)
  - tuia occidentală (Thyja occidentalis)
- plante cu flori:
  - arțar american (Acer negundo)
  - măcriș iepuresc (Berberis vulgaris)
  - dud alb (Morus alba)
  - castan porcesc (Aesculus hippocastanum)
  - cireș amar (Cerasus avium)
  - carpen (Carpinus betulus)
  - frasin obișnuit (Fraxinus excelsior)
  - Ginco (Ginkgo biloba)
  - jugastru (Acer campestre)
  - merișor (Buxus sempervirens)
  - Maclura (Maclura aurantiaca)
  - nuc comun (juglans regia)
  - platan londonez (Platanus acerifolia)
  - paltin de câmp (Acer platanoides)
  - paltin de munte (Acer pseudoplatanus)
  - plop alb (Populus alba)
  - salcâm alb (Robinia pseudacacia)
  - salcâm f. monophyla (R. f. monophylla)
  - sâmbovină occidentală (Celtis occidentalis)
  - sofora japoneză (Sophora japonica)
  - salcie (Salix alba)
  - stejar (Quercus coccinea)
  - stejat pedunculat (Quercus robur)
  - tei argintiu (Tilia tomentosa)
  - tei roșu (Tilia cordata)
  - măcieș (Rosa canina)
  - scoruș cu frunze late (Sorbus latifolia)
  - bășicoasă (Colutea arborescens)

## Conservare

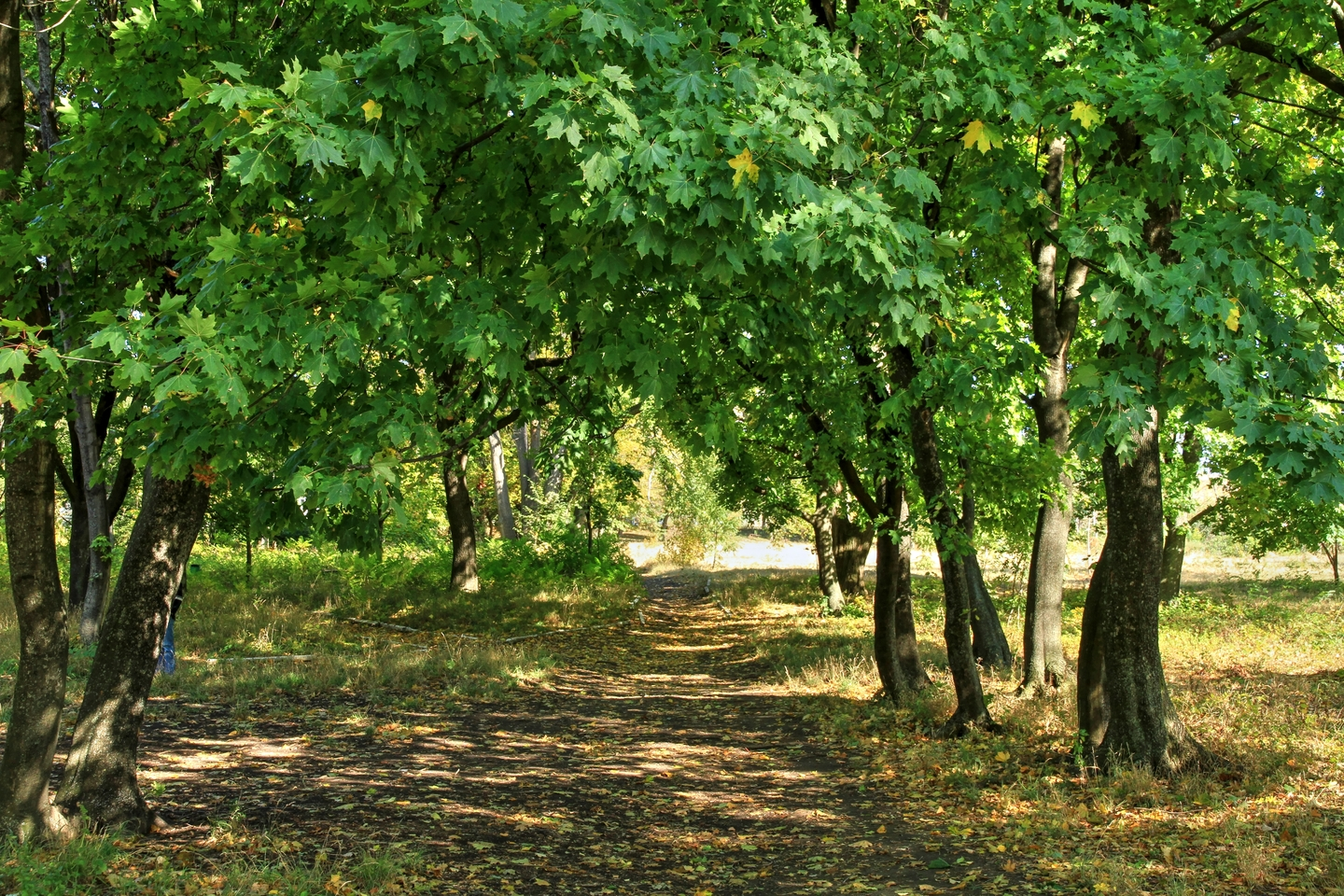
Platani și castani

Parcul din satul Milești face parte din rezervația peisagistică Cazimir–Milești și este unul din cel mai îngrijite parcuri boierești din Republica Moldova. La intrare este instalat un panou informativ. Mai multe specii din parc necesită înlocuire. Livada este în mare parte uscată și se cere, și ea, restabilită.
În fostul conac boieresc din parc funcționa un muzeu, care acum (2016) este închis.
În 2016, primarul satului ducea tratative cu agenția „Moldsilva” în privința restaurării parcului. Pentru început, primăria s-a angajat să facă rost de cât mai multe fotografii și scheme ale parcului original. Proiectul de reabilitare ar include renovarea aleilor, adăugarea inscripțiilor la fiecare specie de arbore, renovarea băncilor, dar și amenajarea, în preajmă, a unei parcări moderne, dotată cu sistem de iluminare nocturnă.